# Remember (Bryan Adams)
Remember è una brano musicale del cantante rock canadese Bryan Adams, pubblicato nell'omonimo album di debutto Bryan Adams nel 1980. La canzone è stata scritta da Adams e Jim Vallance nel 1978. Oltre che nell'album citato, è presente anche nella raccolta Anthology pubblicata nel 2005.
La canzone è stata incisa anche dal gruppo britannico Rosetta Stone.

## Formazione
- Bryan Adams: chitarra ritmica, voce
- Jim Vallance: batteria, organo
- Jim Clench: basso
- Peter Bjerring: sintetizzatore solista
- Bruce Fairbairn: tromba
- Tom Keenlyside: sax
- Ralph Eppel: trombone
- Nancy Nash: cori